# Гуры (Смоленская область)
Гуры — деревня в Демидовском районе Смоленской области России. Входит в состав Жичицкого сельского поселения. Население — 3 жителя (2007 год). 
Расположена в северо-западной части области в 15 км к юго-западу от Демидова, в 2 км южнее автодороги Р130 Демидов — Рудня. В 31 км южнее деревни расположена железнодорожная станция Голынки на линии Смоленск — Витебск.

## История
В годы Великой Отечественной войны деревня была оккупирована гитлеровскими войсками в июле 1941 года, освобождена в сентябре 1943 года.